# Farangi Gorgopotamou
Farangi Gorgopotamou este o arie protejată (arie specială de conservare — SAC, sit de importanță comunitară — SCI) din Grecia întinsă pe o suprafață de 528,62 ha, integral pe uscat.

## Localizare
Centrul sitului Farangi Gorgopotamou este situat la coordonatele 38°49′06″N 22°21′35″E / 38.818386°N 22.359842°E.

## Înființare
Situl Farangi Gorgopotamou a fost declarat sit de importanță comunitară în aprilie 1997 pentru a proteja 8 specii de animale. Situl a fost protejat și ca arie specială de conservare în martie 2011.

## Biodiversitate
Situată în ecoregiunea mediteraneană, aria protejată conține 3 habitate naturale: Pante stâncoase calcaroase cu vegetație casmofită, Păduri de Platanus orientalis și Liquidambar orientalis (Platanion orientalis), Păduri de Quercus ilex și Quercus rotundifolia.
La baza desemnării sitului se află mai multe specii protejate:
- amfibieni (1): izvoraș-cu-burta-galbenă (Bombina variegata)
- mamifere (4): liliac cârn (Barbastella barbastellus), lupul (Canis lupus), vidră de râu (Lutra lutra), urs brun (Ursus arctos)
- reptile (3): țestoasă bănățeană (Testudo hermanni), Testudo marginata, elaphe situla (Zamenis situla)

Pe lângă speciile protejate, pe teritoriul sitului au mai fost identificate 1 specie de plante, 8 specii de amfibieni, 1 specie de mamifere, 1 specie de reptile.